# Ольхонський район
Ольхонський район (рос. Ольхонский район) — адміністративно-територіальна одиниця (муніципальний район) Іркутської області Сибірського федерального округу Росії.
Адміністративний центр — село Єланци.

## Географія

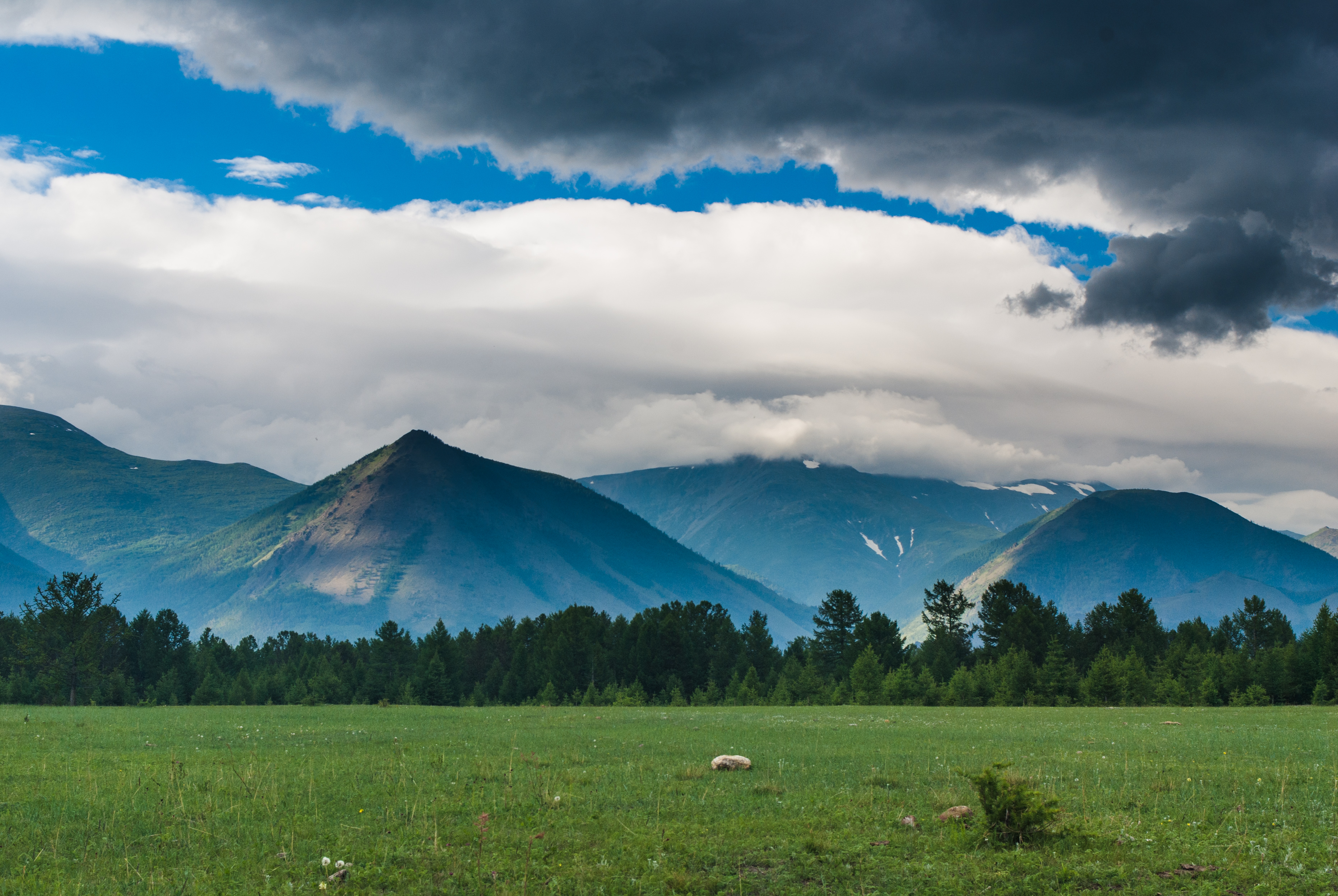
Онгурени - Кочерикова, рекреаційна місцевість / курорт, регіонального значення

Площа території району - 15,9 тис. км². Розташований в південно-східній частині Іркутської області і примикає до західного берега озера Байкал, в його центральній частині, займаючи північну половину Приморського хребта, Передбайкальську низовина і острів Ольхон. Межує: на північному заході - з  Качугським, на заході - з Баяндаєвськийм і Ехірит-Булагатським, на південному заході - з Іркутським районами області. На північному сході по суші, на сході, південному сході і півдні по акваторії Байкалу межує з Республікою Бурятія
Клімат
Клімат помірно континентальний. Тривалість вегетаційного періоду в межах 138 днів. Найтепліший місяць - липень, холодний - січень. Глибина сніжного покриву досягає 30 см. Пануючими вітрами є північний і північно-східний напрямки із середньою швидкістю 5,4 м/сек, іноді досягають швидкості урагану - до 20-30 м/сек.
Гідрографія
Вся територія району з південного заходу, сходу і північного сходу проходить уздовж узбережжя озера Байкал з ріками які впадають до нього: Бугульдейкою, Ангою, Сармаю та іншими.

## Історія
Ольхонський район утворений в Східно-Сибірському краї РРФСР рішенням ВЦВК від 11 лютого 1935 року і постановою Президії Східно-Сибірського крайвиконкому від 15 лютого 1935 року.

## Населення
На 1 січня 2001 року населення становило 8,93 тис. осіб. Національний склад: буряти - 4959 (54,5%), росіяни - 4031 (44,3%).

## Економіка
Останнім часом в районі почався розвиватися туризм, пов'язаний з озером Байкал. Щоліта в Ольхонський район приїжджає до 60 тисяч відпочиваючих .